# Vendrogno
Vendrogno (lombardul: Vendrogn) település Olaszországban, Lombardia régióban, Lecco megyében. Lakosainak száma 298 fő (2018. január 1.). Vendrogno Bellano, Dervio, Parlasco, Tremenico, Casargo és Taceno községekkel határos.

## Népesség
A település lakossága az elmúlt években az alábbi módon változott:

| 2017 | 305 |
| 2018 | 298 |